# Sztruksik
Sztruksik (ang. Corduroy) – kanadyjsko-chiński serial animowany dla dzieci, wyprodukowany przez studio Nelvana i emitowany w latach 2000–2001. Serial oparty jest na książkach amerykańskiego pisarza Dona Freemana: Corduroy oraz A Pocket for Corduroy. Składa się z 26 dziesięciominutowych epizodów, emitowanych parami jako 21-minutowe odcinki. W 2013 roku wszystkie odcinki pojawiły się oficjalnie w serwisie YouTube.

## Fabuła
Głównym bohaterem jest Sztruksik, żółty pluszowy miś noszący zielone spodnie na szelkach, z brakującym guzikiem. Jego właścicielką jest Lisa, dziewczynka o wielkiej wyobraźni i ciekawości świata. Razem ze Sztruksikiem przeżywa codzienne przygody, odkrywając otaczający ich świat i ucząc się nowych rzeczy. 
W trakcie swoich przygód Sztruksik spotyka innych mieszkańców domu Lisy, takich jak Konik – koń na biegunach, oraz Rosetta – nakręcana myszka mówiąca z francuskim akcentem. Razem tworzą zgraną paczkę przyjaciół, wspierając się nawzajem i ucząc ważnych wartości, takich jak przyjaźń, współpraca i empatia. 
Serial ukazuje, jak dzięki wyobraźni i kreatywności codzienne sytuacje mogą stać się fascynującymi przygodami. Sztruksik i jego przyjaciele uczą się rozwiązywać problemy, pokonywać trudności i odkrywać radość płynącą z nauki nowych rzeczy. Każdy odcinek niesie ze sobą wartościowe przesłanie, promując pozytywne postawy i zachowania.

## Spis odcinków
| N/o            | Polski tytuł                          | Angielski tytuł       |
| -------------- | ------------------------------------- | --------------------- |
|                |                                       |                       |
| Seria pierwsza |                                       |                       |
|                |                                       |                       |
| 01             | Zgubiony i znaleziony                 | Lost and Found        |
| 01             | Na dół i w górę                       | Going Up              |
|                |                                       |                       |
| 02             | Dobranoc, Sztruksiku                  | Good Night Corduroy   |
| 02             | Mydlenie oczu                         | Soap Flakes           |
|                |                                       |                       |
| 03             | Lodowe marzenie                       | Ice Dream             |
| 03             | Kartka okolicznościowa                | Special Delivery      |
|                |                                       |                       |
| 04             | Sprzątanie                            | Clean Up              |
| 04             | Lekcja muzyki                         | Music Lesson          |
|                |                                       |                       |
| 05             | Statek Ahoj                           | Ship Ahoy             |
| 05             | Specjalne danie                       | Help Wanted           |
|                |                                       |                       |
| 06             | Lot niespodzianka                     | Flight of Fancy       |
| 06             | Co dwie głowy, to nie jedna           | 1 + 1 = 2             |
|                |                                       |                       |
| 07             | Urwany guzik                          | Cute as a Button      |
| 07             | Śpij spokojnie                        | Sleep Tight           |
|                |                                       |                       |
| 08             | Ból zęba                              | Toothache             |
| 08             | To nie mop, to Moppy                  | Mop Top               |
|                |                                       |                       |
| 09             | Dzieło sztuki                         | Art Smart             |
| 09             | Upalny dzień w mieście                | A Hot Day in the City |
|                |                                       |                       |
| 10             | Twój, mój, nasz                       | Yours, Mine and Ours  |
| 10             | Proszę o uśmiech                      | Say Cheese            |
|                |                                       |                       |
| 11             | Do trzech razy sztuka                 | Once, Twice, Ice      |
| 11             | Przezwiska                            | Sticks and Stones     |
|                |                                       |                       |
| 12             | Lepiej przewidzieć, niż potem żałować | Super Duper Market    |
| 12             | Tajemniczy plan                       | Party Plans           |
|                |                                       |                       |
| 13             | Znalezione, niekradzione              | Finder’s Keepers      |
| 13             | Książki z biblioteki                  | Between the Cover     |
|                |                                       |                       |